# Saint-André-Avellin
Pour les articles homonymes, voir Saint-André.
Saint-André-Avellin est une municipalité du Québec (Canada) située dans la municipalité régionale de comté (MRC) de Papineau dans la région administrative de l'Outaouais.

## Géographie

### Hydrographie
Neuf lacs officiellement nommés par la Commission de toponymie du Québec sont situés à Saint-André-Avellin. Il y a le lac Bélisle, le lac Charlebois, le lac Grosleau, le lac Hotte, le lac Lacoste, le lac des Quatre Chemins, le lac Simonet, le lac des Sœurset le lac Whissell.
Une seule baie officiellement nommée se situe à Saint-André-Avellin, celle-ci est la baie Saint-Jean, située au nord-est dans le lac Simonet. Il y a aussi la baie Guy, mais celle-ci est en réalité un étang, contrairement à ce que son nom laisse entendre.
Dix ruisseaux officiellement nommés sont présents dans Saint-André-Avellin. Il y a le ruisseau d'Argent, le ruisseau Blais, le ruisseau Cyr, le ruisseau Gauthier, le ruisseau Groulx, le ruisseau Hotte, le ruisseau Lafleur, le ruisseau Ménard, le ruisseau Syntress, ainsi que de la rivière Saint-Sixte, qui est en réalité un ruisseau, contrairement à ce que son nom laisse penser. Il y a aussi trois cours d’eau agricoles, ceux-ci sont le cours d’eau Central, le cours d’eau Major et le cours d’eau des Quatorze.
Plusieurs chutes d'eau sont situées sur le cours de la rivière de la Petite Nation, il y a la chute du Diable, les chutes à Joubert, les chutes à Marcotte et la chute Fournel.

## Toponymie
En retenant cette appellation, on a voulu rendre hommage à André Trudeau (1792-1842), arpenteur, qui procède, en 1832, à la division des lots de ferme qui occupent une partie de la seigneurie de La Petite-Nation dont la superficie correspondra à la future paroisse. Celui-ci est le fils de Toussaint Truteau et de Marie-Louise Papineau, sœur de Louis-Joseph Papineau, seigneur de La Petite-Nation. Cependant, le nom de Saint-André-Avellin évoque saint André Avellin.

## Histoire

### Chronologie municipale
- 1855 : Constitution de la municipalité de paroisse de Saint-André-Avellin lors du découpage municipal originel du Québec.
- 1911 : La municipalité de village de Saint-André-Avellin se détache de la paroisse.
- 1920 : La paroisse de Saint-André-Avellin perd une partie de son territoire lors de la création de la paroisse de Notre-Dame-de-la-Paix
- 1983 Notre-Dame-de-la-Paix est incluse dans la municipalité régionale de comté de Papineau qui remplace le comté de Papineau.
- 1997 : Fusion entre le village et la paroisse pour former la municipalité de Saint-André-Avellin.

## Démographie
| 1996  | 2001  | 2006  | 2011  | 2016  | 2021  |
| ----- | ----- | ----- | ----- | ----- | ----- |
| 3 298 | 3 434 | 3 435 | 3 702 | 3 749 | 3 562 |

## Administration
Les élections municipales se font en bloc pour le maire et les six conseillers.
| Saint-André-Avellin Maires depuis 2002                                                                               |                    |         |          |
| Élection | Maire              | Qualité | Résultat |
| 2002 | Jean-Denis Lalonde |         | Voir     |
| 2005 | Thérèse Whissell   |         | Voir     |
| 2009 | Thérèse Whissell   | Voir    |          |
| 2013 | Thérèse Whissell   | Voir    |          |
| 2017 | Jean-René Carrière |         | Voir     |
| 2021 | Jean-René Carrière | Voir    |          |
| Élection partielle en italique Depuis 2005, les élections sont simultanées dans toutes les municipalités québécoises |                    |         |          |

## Société

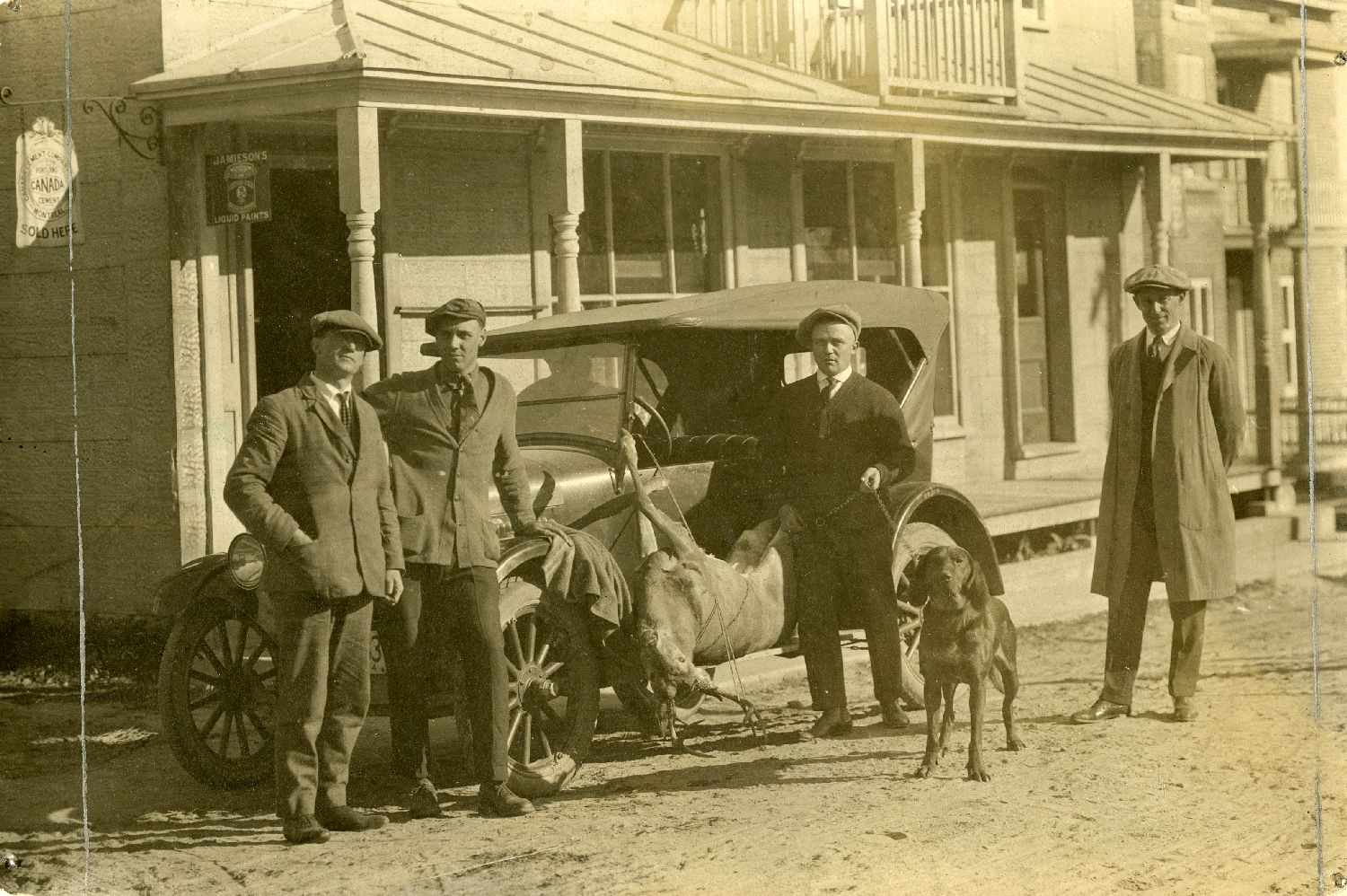
Devant le magasin général Théo. Corbeil, 1910

À la suite de la séparation de la paroisse et de la municipalité en 1911, le village est sous la gouverne d’une démocratie. Depuis 1917, les maires de Saint-André-Avellin sont passés de nommé par acclamation à élu démocratiquement par les habitants. Un grand changement pour la gouverne.
Malgré la petitesse du village dès ses 50 premières années d’existence, on y dénombrait plus de 11 000 baptêmes et 600 patronymes. De plus, les installations étaient propices au peuplement puisque 170 familles ont eu de deux à cinq enfants.
Vers la fin des années 1900, on pouvait retrouver dans le village une boulangerie, une bijouterie, un notaire, un dénommé Lavigne qui effectuait le transport des voyageurs entre son village et celui de Papineauville, un médecin ainsi que plusieurs autres commerces . On peut encore aujourd’hui retrouver la plupart de ses commodités qui se sont extrêmement modernisées avec le temps.

## Les Sœurs de la Providence

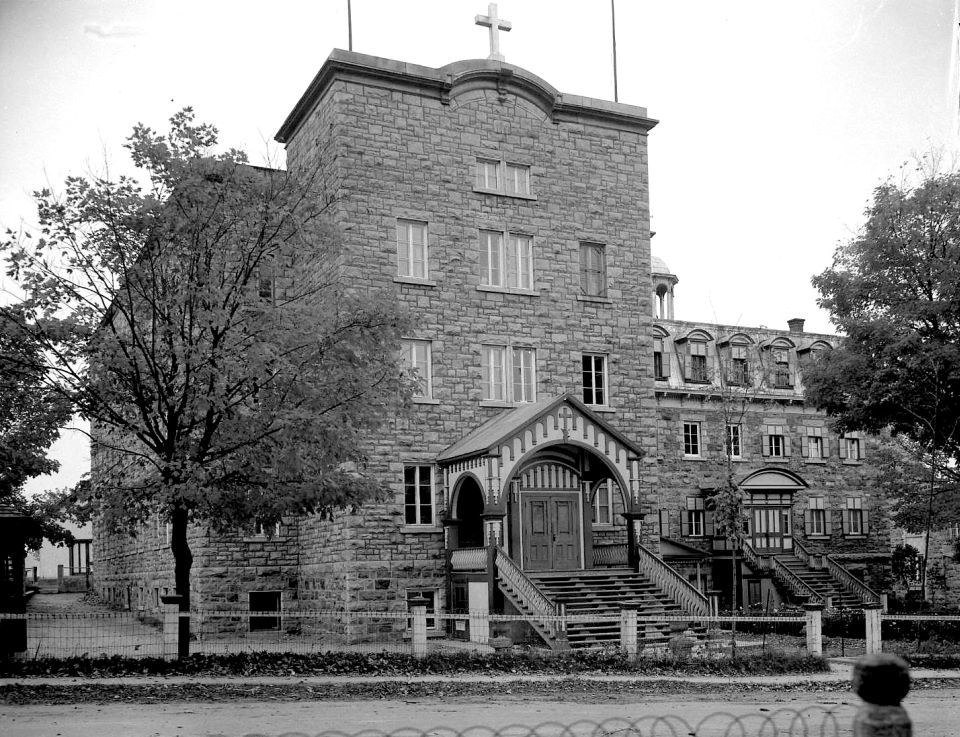
Le couvent des Sœurs de la Providence du Sacré-Cœur (ou Sœurs de la Providence de Montréal) à Saint-André Avellin, en 1947

C’est en 1890 que trois religieuses de la communauté des Sœurs de la Providence font leur apparition dans le village de Saint-André-Avellin. Elles héritent d’un terrain cédé par la Fabrique et commencent, en 1891, la construction de leur premier couvent. Avec les années, les sœurs agrandissent leurs couvents et abritent de plus en plus de membre de la communauté dans le besoin. Par exemple : les orphelines, les couventines internes, les vieillards et les filles du village. En 1919, elles aménagent le sous-sol du couvent pour y accueillir de jeunes garçons comme pensionnaires, afin de leur donner des cours élémentaires.
En 1946, une école Normale pour fille est installée et les premières normaliennes de Providence du Sacré-Cœur peuvent y être instruites. Malheureusement, en 1973, elles ont dû céder leurs propriétés au Ministère des affaires sociales. Les bâtiments construits à cet effet sont aujourd’hui le Centre d’accueil du village et le Centre local de services communautaires (CLSC),,.

## Les festivités du150e
La population de Saint-André-Avellin accorde un grand sentiment d’appartenance à son village. En 2005 avait lieu le 150e anniversaire du village et plus de 25 associations du milieu ont organisé plus de 50 manifestations. Parmi celles-ci on peut noter la production d’un calendrier relatant des évènements marquants du village, une exposition spéciale au Musée des pionniers, la venue de Fred Pellerin à l’ancien Théâtre des Quatre-Sœurs dans le cadre du festival Musiqu’en Nous, la présentation d’un défilé de mode par la Société historique de Saint-André-Avellin, la présentation d’une fresque historique et plusieurs autres manifestations historiques. Le 28 août 2005, les habitants ont également reçu la visite de Mme Lise Thibault, lieutenant-gouverneur du Québec, qui a fait une visite du village et une allocution lors de la grande-messe dominicale.

## Galerie d'images

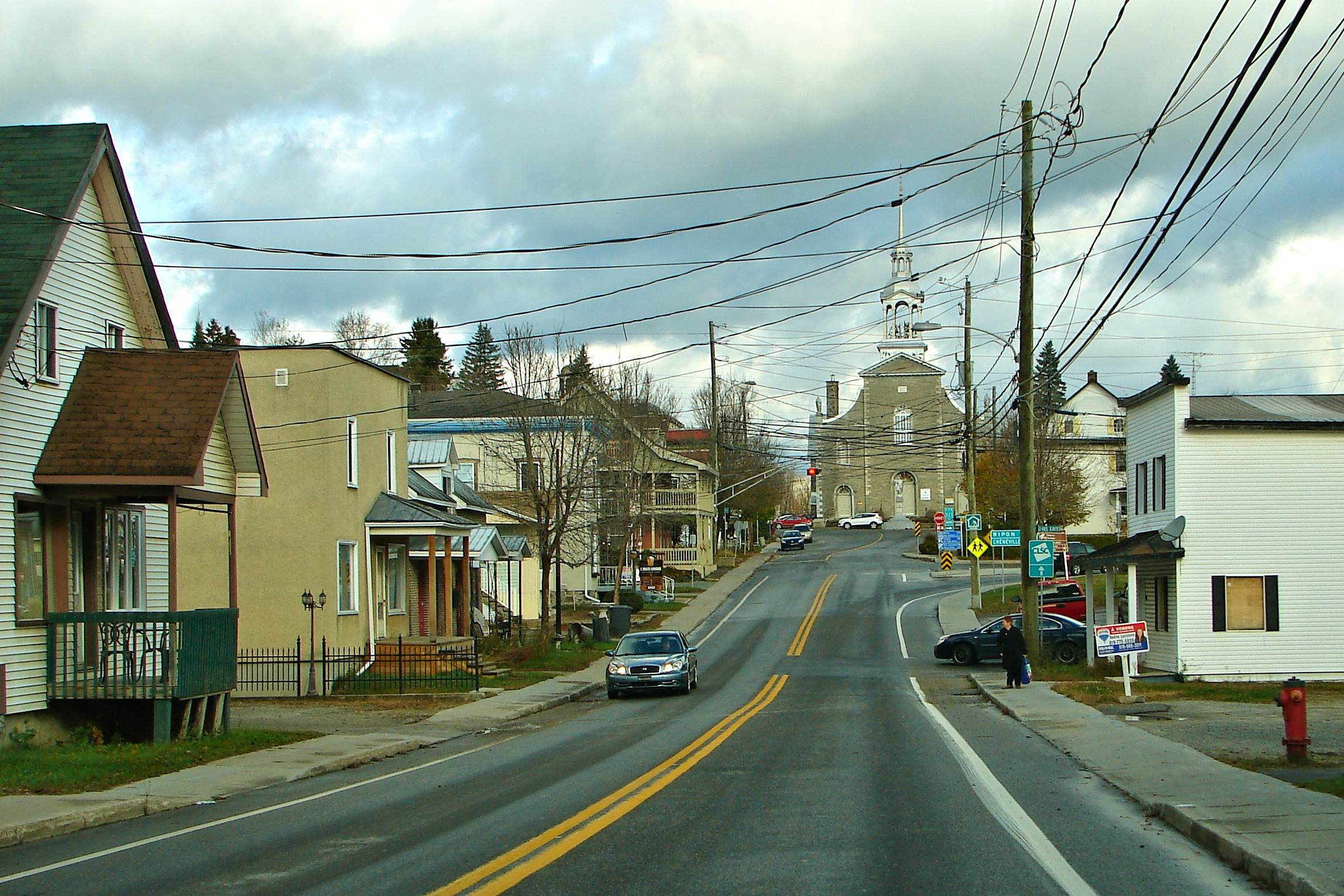
L'entrée du village de Saint-André-Avellin
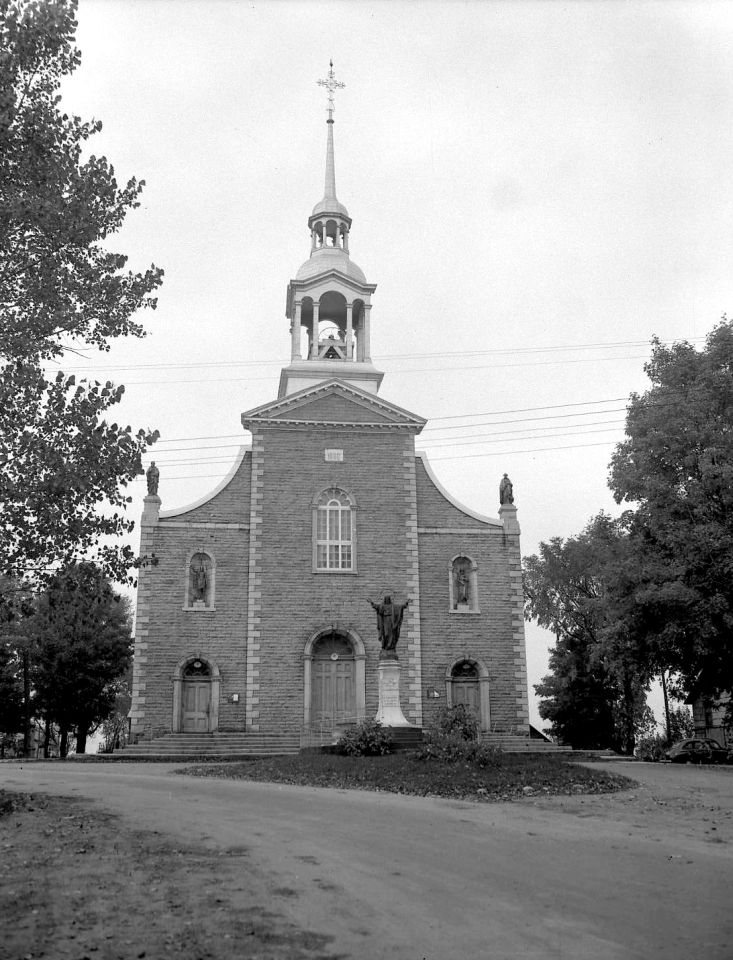
L'église de Saint-André-Avellin
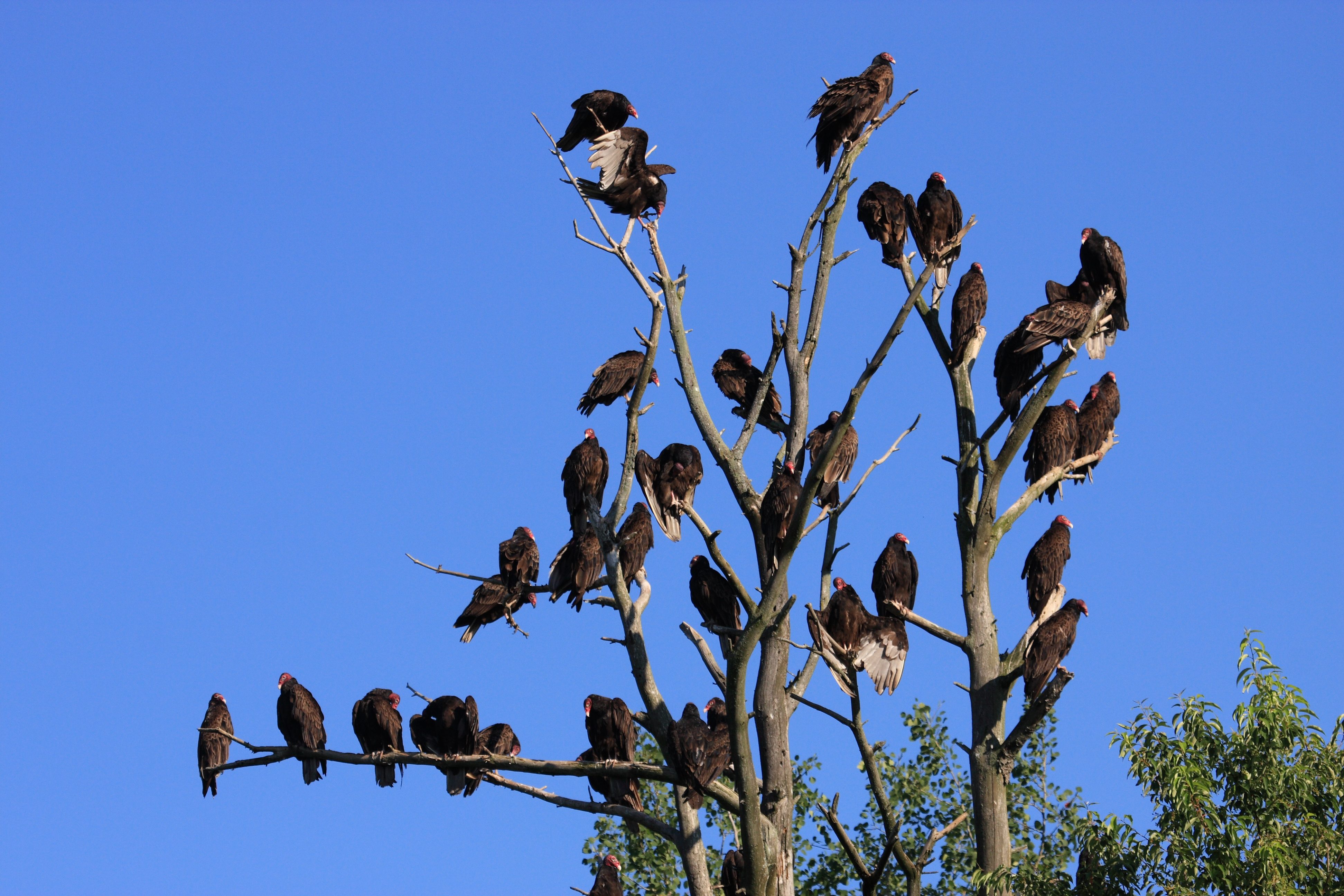
Dortoir d'urubus à tête rouge à Saint-André-Avellin